# 네크라솝카역
네크라솝카역(러시아어: Некрасовка)은 모스크바 지하철 네크라솝스카야 선의 동쪽 종착역이다.

## 역사
네크라솝카 역은 2019년 6월 3일에 개장했다.

## 구조
1면 2선의 섬식 플랫폼 구조이고, 지하 역사이다.